# Скотт, Рэймонд
Рэймонд Скотт (англ. Raymond Scott, настоящее имя Гарри Варнов, англ. Harry Warnow; 10 сентября 1908, Бруклин — 8 февраля 1994) — американский джазовый музыкант и изобретатель музыкальных инструментов.

## Биография
Родился в семье еврейских иммигрантов из России. Уже в 2 года он начал играть на фортепиано, проявляя большие способности к музыке. После школы Гарри планировал учиться на инженера, но старший брат Марк все-таки уговорил его поступить в Академию музыкального искусства в Нью-Йорке), подкупив дорогущим Steinway Grand и оплатив обучение. Инженерному таланту Гарри было суждено реализоваться гораздо позже.
Окончив обучение, Скотт (свой псевдоним он выбрал наугад в телефонной книге Манхэттена) устроился на должность штатного пианиста в ансамбле CBS radio network house band, которым руководил его брат. Находя репертуар группы очень скучным и однообразным, Рэймонд стал предлагать коллегам свои произведения и скоро его эксцентричные композиции вроде «Confusion Among a Fleet of Taxicabs Upon Meeting with a Fare» стали понемногу просачиваться в эфир.
Скотт играл в ансамбле до 1936 года, к тому моменту он уговорил продюсера CBS (Herb Rosenthal) позволить ему попробовать создать свою собственную группу — Raymond Scott Quintette (Рэймонд специально не посчитал себя. Ему нравилось, как «четко» звучит слово квинтет). В первый состав вошли тогдашние ветераны CBS, Lou Shoobe — бас, Dave Harris — саксофон, Pete Pumiglio — кларнет, Johnny Williams — ударные, Bunny Berigan — труба. Дебют состоялся 26 декабря 1936 на Saturday Night Swing Session, где квинтет сыграл свой первый хит — «The Toy Trumpet», подаривший группе контракт с Master Records (которым владел Irving Mills, менеджер самого Дюка Эллингтона).
Рэймонд называл свой стиль «descriptive jazz», давая композициям разного рода необычные названия, например — «New Year’s Eve in a Haunted House», «Dinner Music for a Pack of Hungry Cannibals», или «Reckless Night on Board an Ocean Liner». Экстремальный перфекционизм и довольно необычный подход к написанию и исполнению музыки превращали работу музыкантов в настоящую пытку. Скотт не записывал своих композиций и все делал на слух, того же он требовал и от своих коллег. Одновременно при этом он запрещал какую-либо импровизацию, что, несомненно, удивляло и раздражало музыкантов, многие из них просто не могли работать со Скоттом и уходили.
Рэймонда это не останавливало, он продолжал расти, к концу 30-х квинтет превратился в big-band и заключил контракт с 20th Century-Fox. Тогда ещё никто не мог знать, что «Powerhouse» станет визитной карточкой мультфильмов про кролика Bunny и утёнка Daffy. Что удивительно, сам Реймонд никогда не считал свою музыку «мультяшной» да и не смотрел сами мультфильмы.
В 1942 году в его оркестре уже играли такие известные исполнители как Cozy Cole, Benny Morton, Coleman Hawkins, Ben Webster, Emmett Berry и Charlie Shavers. Это была вершина. Несмотря на успешную музыкальную карьеру, Скотт по-прежнему оставался мечтающим изобретателем, его интерес электронике и механике лишь только возрос.
В 1946 он основал Manhattan Research, Inc., это была более лаборатория чем студия. Именно там в 1948 Скотт начал работать над первым в истории «генератором звуковых эффектов» (позже названого Karloff), который мог имитировать различные звуки: кашель, грохот кастрюль, шипение жареного стейка, удары барабанов. В 1952 Реймонд приступил к созданию Clavivox — первого в мире одноголосного клавиатурного синтезатора, призванного заменить собой доминирующий в то время терменвокс. Полноценным синтезатором Clavivox нельзя назвать, но эта идея была успешно использована работавшим в то время для Скотта Робертом Могом (Robert Moog).
Множество изобретений так и остались невостребованными, они появились слишком рано и мир не был готов их принять, как технологически так и идеологически. Яркий тому пример — электромеханический музыкальный секвенсор («Стена Звука» как называл её Рэймонд), именно Скотту принадлежит идея автоматического последовательного воспроизведения записанных заранее звуков. Конечной целью было создание «универсальной машины для сочинения и исполнения», в конце 50-х из обломков «Стены» и «Karloff-а» появляется новое чудо — «Electronium» (не Hohner Electronium!). «Система базируется на принципе артистического взаимодействия между Человеком и Машиной» говорил Скотт. В руководстве он писал — «Композитор 'просит' Electronuim 'предложить' идею, тему или мотив. Чтобы повторить её тоном выше, нужно нажать соответствующую клавишу. Все что необходимо композитору: быстрее, медленнее, другой ритм, пауза, вариация {…} Electronium продолжает мысли композитора, между ними установлено взаимоотношение.» По своей сути это устройство являлось прототипом современной MIDI студии с драм и грув машиной, набором всевозможных пресетов и простым семплером.
Своей музыкальной карьере Рэймонд уделяет все меньше времени, ухудшающееся здоровье не дает работать в полную силу. В 1963-м году он выпускает серию альбомов под названием «Soothing Sounds for Baby» — сборник успокаивающих колыбельных для детей (в его воображении это было именно так).
Именно они, спустя десятилетие, будут вдохновлять основоположников электронного жанра: Брайана Эно, Tangerine Dream, немецкую школу Клауса Шульца, Kraftwerk, J. J. Perrey и многих других.
В 1971-м Berry Gordy Jr., глава Motown Records, приглашает Скотта возглавить инженерно-исследовательское направление, там он проработает до 1977 года. Слабое здоровье уже не позволяет Реймонду поспевать за ураганом технологий. В памяти коллег он навсегда остался гением-чудаком, идеалистом, так и не успевшем воплотить свою мечту.
После ухода на пенсию, Скотт продолжал писать музыку, используя Electronium и другие свои приспособления. Последняя его композиция «Beautiful Little Butterfly» была написана в 1986 году. В 1987-м инсульт приковывает Рэймонда к постели вынуждая полностью отказаться от работы.

## Цитаты
- «Возможно, в течение следующих ста лет, наука сможет разработать способ передавать мысль композитора напрямую слушателю. Композитор будет выходить на сцену один, ему достаточно будет только представить идеализированную концепцию своего творения. Вместо того, чтобы записывать и передавать сам звук, запись будет передавать мозговые волны композитора прямо в разум слушателя.»